# La vaquilla
La vaquilla è un film del 1985 diretto da Luis García Berlanga.
Il film è stato presentato al Festival di Taormina e viene citato col titolo La vacchetta ma non è mai stato distribuito in Italia.